# Рамзай, Ганс
Ганс Густав Фердинанд Рамзай (нем. Hans Gustav Ferdinand von Ramsay, с 1911 года — фон Рамзай) — немецкий путешественник.

## Биография
Родился в 1862 году. В 1890 году поступил на службу в немецкие колониальные войска, основал пост Мазинде в Узамбаре и в 1891 году разбил в Узагаре разбойническое племя вагеге. В 1892 году Рамзай стоял во главе экспедиции в область Южного Камеруна: по реке Саннага он отправился в Балинга, где разбил племя гуатаров, затем дошёл до поста Яунде. В 1893 году он руководил экспедицией в Кизаки и разбил при Бегобего разбойничье племя мафити. В 1893 году совершил путешествие к озеру Ньясса, в 1896 году основал пост Уйийи (Ujiji) y озера Танганайка. В журнале «Mitteilungen aus den deutschen Schutzgebieten» помещено несколько карт, составленных Рамзаем.